# 措伦阿尔布县
措伦阿尔布县（德語：Zollernalbkreis，發音：[ˈtsɔlɐnʔalpˌkʁaɪs]）是德国巴登-符腾堡州的一个县，隶属于蒂宾根行政区，首府巴林根。

## 地理
措伦阿尔布县北面与蒂宾根县，东面与罗伊特林根县和锡格马林根县，南面与图特林根县，西面与罗特韦尔县和弗罗伊登施塔特县相邻。

## 县徽
措伦阿尔布县县徽的左侧为黑白相间，右侧金色底色上有三根黑色的鹿角，黑白相间是霍亨索伦王朝的纹章，霍亨索伦王朝从1850年至1945年统治措伦阿尔布的黑兴根部分，鹿角则代表统治巴林根附近地区的符腾堡家族。措伦阿尔布县的县徽启用于1974年。